# Adolf Bakanowski
Adolf Sykstus Bakanowski (ur. 28 marca 1840 w Mohylówce na Podolu, zm. 22 maja 1916 w Krakowie) – zakonnik zmartwychwstaniec.

## Życiorys
Kształcił się w Kamieńcu Podolskim i w Akademii Duchownej w Petersburgu. Jako kapelan brał udział w powstaniu styczniowym, po upadku którego wyjechał do Galicji, a następnie do Włoch. W roku 1866 został wystany na misję do Teksasu, do tamtejszych osad polskich. Jako proboszcz w miejscowości Panna Maria pozostawił po sobie wiele przekazów, często anegdotycznych, dotyczących złego traktowania jego parafian przez przedstawicieli innych nacji. Był dla Pannamarian ostoją podczas zamieszania, jakie nastąpiło po wojnie secesyjnej. Działał też w innych skupiskach polskich, m.in. w Chicago. W roku 1873 wrócił do Europy. mieszkając kolejno w Rzymie, Paryżu i Londynie. W roku 1880 osiadł ostatecznie w kraju. Swoje wrażenia z pobytu w najstarszej kolonii polskiej w Teksasie opisał w książce „Moje wspomnienia 1840 – 1863 – 1913" (Lwów 1913). Część wspomnień Bakanowskiego ukazała się w tłumaczeniu angielskim w USA pt. "Polish circuit rider. The Texas memoirs of Adolf Bakanowski" (Chesire, Connecticut, 1971).
Pochowany na cmentarzu Rakowickim w Krakowie.